# Новгородско-Лужская наступательная операция
Новгородско-Лужская наступательная операция — операция советских войск Волховского фронта против части сил 18-й немецкой армии, осаждавшей Ленинград, проводившаяся 14 января — 15 февраля 1944 года с задачами разгромить группировку противника в районе Новгорода, освободить Октябрьскую железную дорогу и окружить, совместно с войсками Ленинградского фронта, основные силы 18-й армии в районе Луги.
Наступление войск Волховского фронта, начатое одновременно с Красносельско-Ропшинской операцией Ленинградского фронта, было частью Ленинградско-Новгородской стратегической наступательной операции, в результате которой советские войска полностью освободили Ленинград от вражеской блокады.
В 2008 году городам Луге и Новгороду было присвоено почётное звание «Город воинской славы» с формулировкой «за мужество, стойкость и массовый героизм, проявленные защитниками города в борьбе за свободу и независимость Отечества».

## Силы сторон

### СССР
Волховский фронт — ком. генерал армии К. А. Мерецков, начальник штаба генерал-лейтенант Ф. П. Озеров:
- 54-я армия — ком. генерал-лейтенант С. В. Рогинский.
- 8-й армия — ком. генерал-лейтенант Ф. Н. Стариков.
- 59-я армия — ком. генерал-лейтенант И. Т. Коровников.
- 1-я ударная армия (в составе фронта с 02.02.1944 г.) — ком. генерал-лейтенант Г. П. Коротоков.
- 14-я воздушная армия — ком. генерал-лейтенант авиации И. П. Журавлёв.

Ленинградский фронт — ком. генерал армии Л. А. Говоров:
- 42-я армия — ком. генерал-полковник И. И. Масленников.
- 67-я армия — ком. генерал-лейтенант В. П. Свиридов.
- 13-я воздушная армия — ком. генерал-полковник авиации С. Д. Рыбальченко.

### Германия
Группа армий «Север» — ком. генерал-фельдмаршал Георг фон Кюхлер, с 1 февраля генерал-полковник Вальтер Модель.
- 18-я армия- ком. генерал кавалерии Георг Линдеман.
- 16-я армия — ком. генерал артиллерии Х. Хансен.
- 1-й воздушный флот — ком. генерал Курт Пфлюгбейл.

## Обстановка на театре военных действий осенью 1943 года
В сентябре 1943 года командование немецкой Группы армий «Север», понимая, что отразить очередное наступление советских войск будет крайне сложно, приступило к разработке плана отвода своих войск от Ленинграда на новые оборонительные позиции на рубеже река Нарва — Чудское озеро — Псков — Остров — Идрица (линия «Пантера»).
Намерения противника достаточно быстро стали известны советскому командованию. Уже 29 сентября войска Ленинградского, Волховского и Северо-Западного фронтов получили приказ Генерального Штаба усилить сбор разведданных, точно выявить намерения противника и быть готовыми в любой момент начать его преследование.
Однако в конце 1943 года немецкие войска так и не начали отступление от Ленинграда. А. Гитлер, считая, что у советских войск на тот момент не было возможности предпринять крупное наступление на северо-западном направлении, приказал Группе армий «Север» продолжать прочно удерживать свои позиции и отступить, только если очередное советское наступление заставит это сделать.

## План наступления советских войск
В сентябре 1943 года военные советы Ленинградского и Волховского фронтов представили Ставке ВГК план крупномасштабного совместного наступления с целью разгрома основных сил 18-й немецкой армии и полного освобождения Ленинграда от вражеской блокады.
Общий замысел операции заключался в том, чтобы вначале одновременным ударом двух фронтов разгромить петергофско-стрельнинскую (Красносельско-ропшинская операция) и новгородскую группировки противника, расположенные на флангах 18-й немецкой армии. Затем планировалось, наступая на кингисеппском и лужском направлениях, окружить основные силы противника. В дальнейшем советским войскам предстояло, нанося удары на Нарву, Псков и Идрицу, полностью освободить Ленинградскую область и создать предпосылки для дальнейшего наступления в Прибалтику.
Военный совет Волховского фронта планировал провести свою часть наступления в три этапа. На первом этапе предполагалось прорвать оборону противника и освободить Новгород, на втором этапе — продвинуться вперёд на 30 километров и достичь Луги, на третьем этапе — овладев Лугой, развивать наступление на Псков и Остров. В случае успеха трёх первых фаз операции планировалось осуществить ещё один этап, рассчитанный на непосредственную подготовку к освобождению Прибалтики.
Ставка ВГК вскоре одобрила предложенный план. Поскольку на тот момент сохранялась возможность отступления немецких войск, советское командование разработала два варианта плана наступления. Первый вариант предусматривал незамедлительный переход советских войск к преследованию противника, в случае его отступления, а второй — прорыв эшелонированной обороны противника, в случае если немецкие войска продолжат удерживать свои позиции.

## Расстановка сил перед началом операции

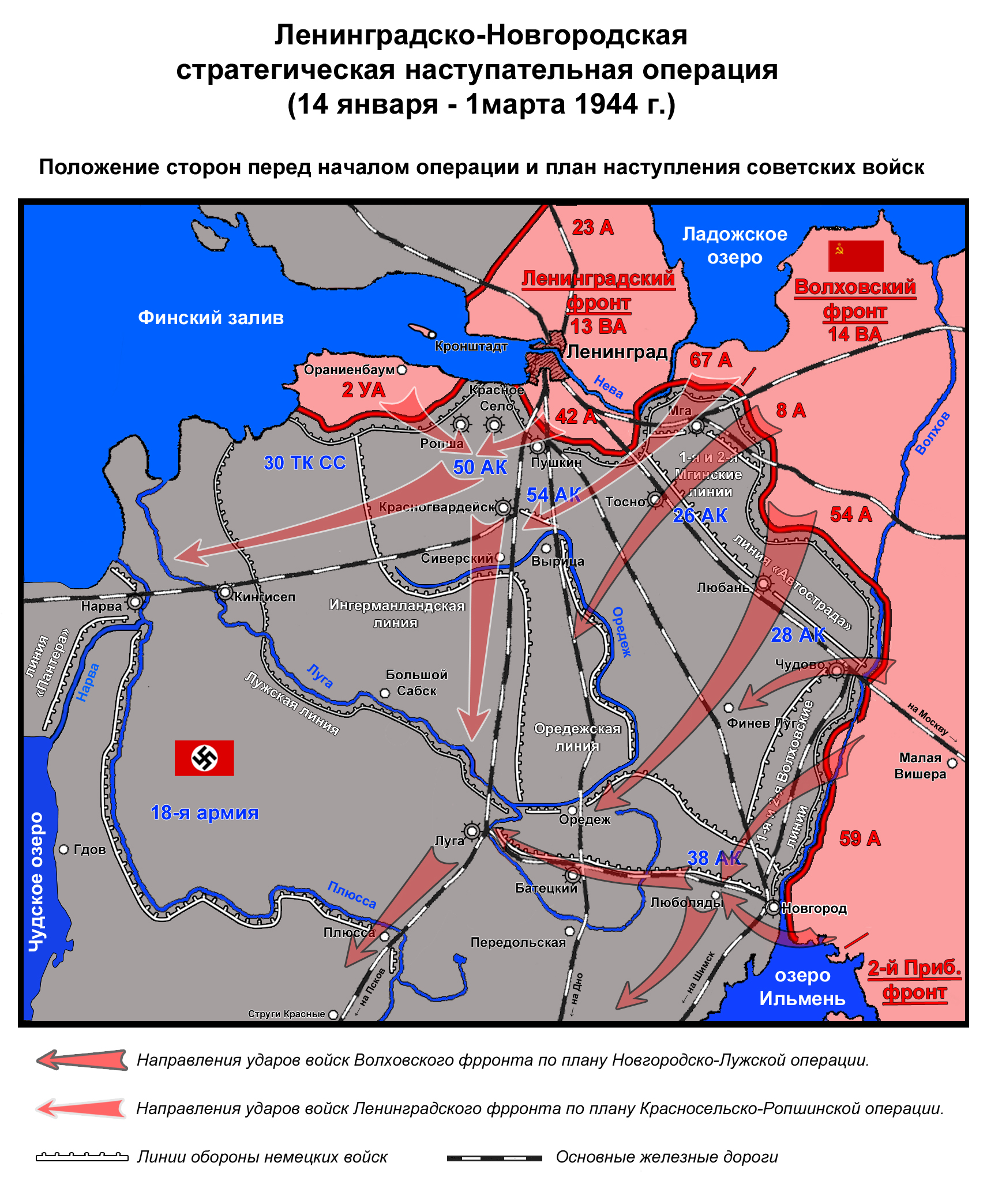
Расстановка сил перед началом операции.

К началу 1944 года Волховский фронт занимал рубеж от Гонтовой Липки до Лезно и далее по реке Волхов до озера Ильмень, удерживая плацдарм на левом берегу Волхова на участке Дымно — Званки (захваченный в 1942 году в ходе Любанской операции).
С этих рубежей советским войскам предстояло перейти в наступление против частей 18-й немецкой армии (3 авиаполевые дивизии, 6 пехотных дивизий и 2 пехотные бригады из состава 38-го, 26-го и 28-го армейских корпусов).
Войскам Волховского фронта предстояло взломать хорошо подготовленную оборону противника, которая опиралась на целый ряд мощных узлов сопротивления, из которых особенно выделялись Мга, Тосно, Любань, Чудово и Новгород. На направлении главного удара фронта в районе севернее Новгорода основная оборонительная полоса немецких войск была построена вдоль шоссе Новгород — Чудово, а вторая — по реке Кересть. Непосредственные подходы к городу прикрывали три линии обороны. Многие каменные здания в населённых пунктах были превращены в долговременные огневые точки.
Согласно плану операции главный удар наносила 59-я армия: основными силами — с плацдарма на левом берегу Волхова в 30 километрах к северу от Новгорода, а частью сил — южнее Новгорода в районе озера Ильмень. Планировалось обойти город с двух сторон и наступая в общем направлении на Люболяды, окружить новгородскую группировку противника. Освободив город, войскам 59-й армии предстояло наступать в северо-западном направлении на Лугу и в юго-западном направлении на Шимск. Быстрый захват Луги позволил бы советским войскам отрезать пути отступления противника из районов Мги, Тосно, Чудово и Любани, в направлении которых наступали 8-я, 54-я армии, а также 67-я армия Ленинградского фронта. Главной задачей этих трёх армий было восстановление контроля над Кировской и Октябрьской железными дорогами.
К началу операции Волховский фронт насчитывал 22 стрелковые дивизии, 6 стрелковых бригад, 4 танковых бригады, 14 танковых и самоходно-артиллерийских полков и батальонов, 2 укрепрайона, а также большое количество артиллерийских и миномётных соединений в составе трёх общевойсковых армий и в резерве фронта. Всего войска фронта к 10 января 1944 г. насчитывали 297 860 солдат и офицеров: 59-я армия — 135 040 человек, 8-я армия — 45 328, 54-я армия — 67 417, 14-я воздушная армия — 16 482, а также 33 593 человека в составе частей фронтового подчинения. По другим данным общая численность войск фронта перед началом операции составляла около 260 000 солдат и офицеров. В частях фронта насчитывалось 3633 орудий и миномётов, около 400 танков и САУ, а также 257 самолётов 14-й воздушной армии. Общее наступление двух фронтов поддерживали соединения авиация дальнего действия — всего около 330 самолётов.
Содействовать наступлению Волховского и Ленинградского фронтов должны были войска 2-го Прибалтийского фронта, которым была поставлена задача, перейдя в наступление на идрицком направлении и севернее города Новосокольники, сковать силы 16-й немецкой армии и не допустить их переброску под Ленинград и Новгород.
Кроме того, большая роль в предстоящем наступлении отводилась действиям партизанских соединений Ленинградской области (всего около 35000 бойцов и командиров в составе 13 партизанских бригад), которым была поставлены задачи «уничтожить местные органы управления оккупационных властей», «спасать население от уничтожения и вывоза в Германию» и усилить боевые операции на шоссейных и железнодорожных коммуникациях противника.

## Ход боевых действий, 14 — 31 января

### ОсвобождениеНовгорода

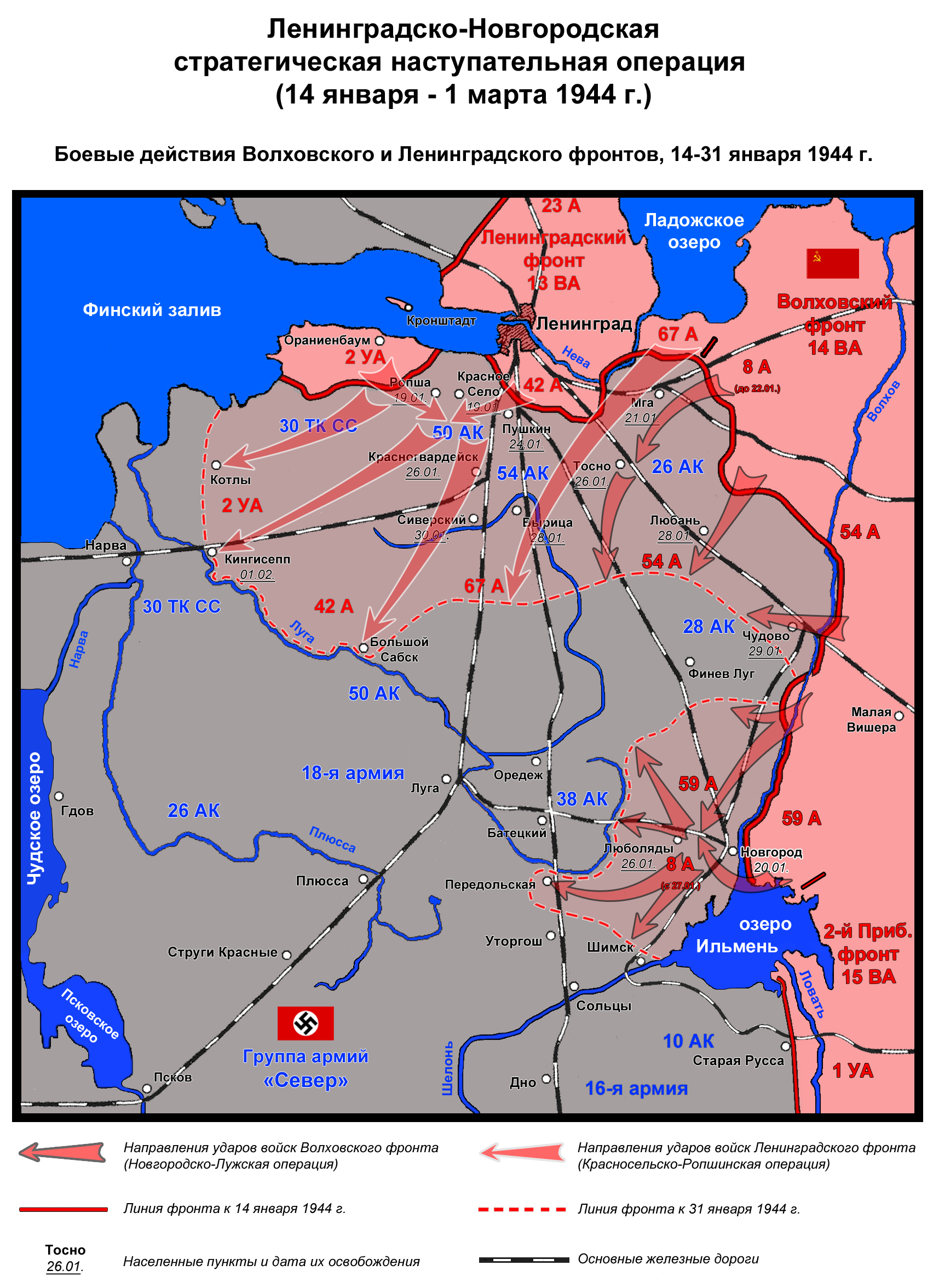
Боевые действия Ленинградского и Волховского фронтов, 14—31 января 1944 года

14 января войска Волховского и Ленинградского фронтов перешли в наступление.
В 10 часов 50 минут утра, после массированной артподготовки оборону 38-го немецкого армейского корпуса (1-я авиаполевой, 28-й лёгкой пехотной дивизии и 2-й латышской бригады СС) атаковали части 59-й армии. С плацдарма на Волхове севернее Новгорода в наступление перешли два стрелковых корпуса: 6-й (65-я, 239-я и 310-я стрелковые дивизии) и 14-й (191-я, 225-я и 378-я стрелковые дивизии).
В первый день наступления из-за снегопада и метели поддержка артиллерии была малоэффективна, а действия авиации и вовсе исключены. Кроме того, значительная часть танков застряла в болотах и воронках и не смогли поддержать наступление пехоты. Все это не позволило 6-му и 14-му стрелковым корпусам сходу добиться значительных успехов. Только 239-я и 378-я стрелковые дивизии сумели прорвать оборону противника и продвинуться вперёд.
Более удачно действовала «южная группа» 59-й армии под командованием генерал-майора Т. А. Свиклина, задачей которой было вместе с соединениями 6-го стрелкового корпуса замкнуть кольцо окружения вокруг новгородской группировки противника. Передовой отряд группы в составе 58-й стрелковой бригады, части сил 225-й стрелковой дивизии, а также 44-го и 34-го отдельных аэросанных батальонов, в ночь на 14 января обошёл Новгород с юга по льду озера Ильмень. На рассвете части «южной группы» на северо-западном берегу озера атаковали части 2-й латышской бригады СС и к вечеру захватили плацдарм шириной до 5 километров и глубиной до 4 километров.
Опасаясь, что группировка оборонявшая Новгород будет окружена, немецкое командование бросило в этот район дополнительные силы. Части 290-й пехотной дивизии и кавалерийский полк «Норд» получили задачу преградить путь «южной группе» 59-й армии, а один полк 24-й пехотной дивизии, переброшенный из района Мги, усилил оборону севернее Новгорода.
15 января советское командование ввело в бой севернее и южнее Новгорода дополнительные силы из второго эшелона 59-й армии. Части 239-й, 65-й стрелковых дивизий, а также 16-й и 29-й танковых бригад усилили наступление 6-го стрелкового корпуса. В результате упорных боёв 15—16 января советские войска значительно продвинулся вперёд, отбросили 28-ю егерскую дивизию и части 24-й пехотной дивизии противника и перерезали железную дорогу Чудово — Новгород.

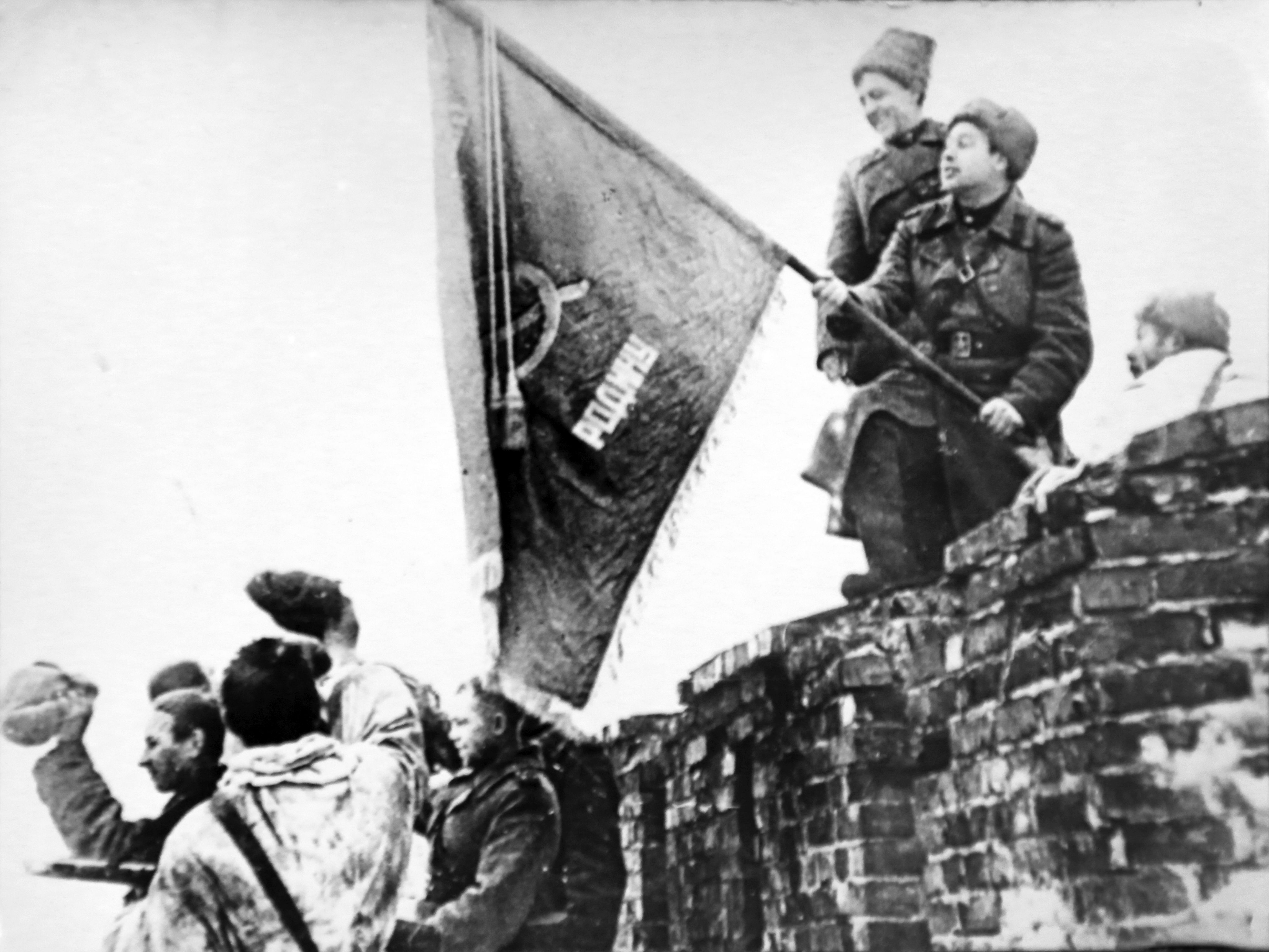
Командир 1258-го стрелкового полка 378-й стрелковой дивизии полковник Александр Петрович Швагирев и заместитель командира полка по политической части полковник Вячеслав Алексеевич Николаев водружают знамя в освобождённом Новогороде.

В последующие дни, преодолевая бездорожье, болота и леса, подвижная группа 6-го стрелкового корпуса 20 января вышла к железной дороге Новгород — Батецкий, в 2 километрах восточнее разъезда Нащи. Одновременно с наступлением севернее Новгорода развивалось наступление «южной группы», которая была усилена частями 372-й, 225-й стрелковых дивизий и несколькими артиллерийскими подразделениями. Продвигаясь вперёд, 18 января части 372-й дивизии прочно взяли под свой контроль шоссе и железную дорогу Новгород — Шимск и продолжали наступление в сторону Старой Мельницы и Горынева.

Картина «Бегство фашистов из Новгорода», Кукрыниксы.

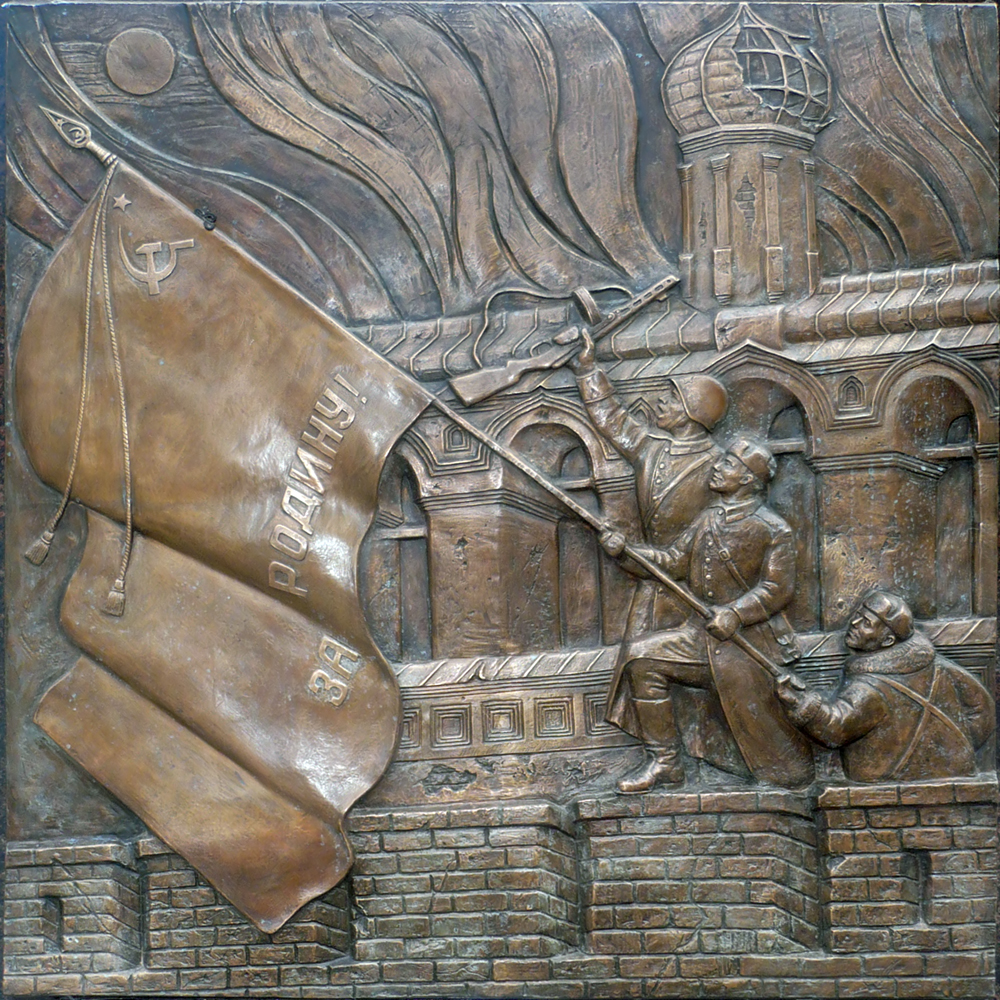
«Освобождение Новгорода», барельеф стелы «Город воинской славы», Великий Новгород.

Успешное продвижение советских войск севернее и южнее Новгорода поставило под угрозу окружения 38-й армейский корпус противника. Командование 18-й немецкой армии, пытаясь спасти положение, перебросило в этот район части 21-й, 121-й пехотных и 8-й егерской дивизий и некоторые другие соединения, но вскоре стало очевидно, что спасти положение невозможно. 18 января Г. Линдеман отдал приказ своим войскам оставить Новгород и отступить по единственному оставшемуся пути в направлении Батецкого.
Утром 20 января части 191-я и 225-я стрелковые дивизии 14-го стрелкового корпуса и 382-я стрелковая дивизия 7-го стрелкового корпуса (из резерва фронта) без боя заняли Новгород. Части 28-й егерской, 1-й авиаполевой дивизий и кавалерийского полка СС «Норд», бросив тяжёлое вооружение, вечером 19 января оставили город. Однако выйти из окружения немецким войскам не удалось. 20 января в 10 километрах западнее Новгорода в районе Горынева соединились подразделения 6-го стрелкового корпуса и 372-й стрелковой дивизии «южной группы» 59-й армии, порезав путь к отступлению немецким частям. Большая часть немецкой группировки была уничтожена (советское командование оценивало их на этом участке свыше 15 000 убитыми, захваченными 182 орудия и 120 миномётов), а около 3000 солдат и офицеров попали в плен.
Освободив Новгород, Советские войска нашли город практически разрушенным и безлюдным. Из 2500 жилых домов уцелели только 40. Сильно пострадали все памятники архитектуры, в том числе Софийский собор и памятник «Тысячелетие России». К моменту освобождения в городе осталось всего 30 жителей — остальные были либо угнаны в Германию, либо уничтожены оккупационными войсками.

### Бои на линии Октябрьской железной дороги
16 января в наступление перешла 54-я армия с целью сковать силы противника. Затем планировалось во взаимодействии с войсками 8-й и 67-й армий окружить и уничтожить части 26-го и 28-го армейский корпусов, занимавших оборону в районах Мги, Чудова и Любани.
За четыре дня ожесточённых боёв к 20 января 54-я армия сумела продвинуться вперёд всего 5 километров и не смогла преодолеть сопротивление частей 121-й, 21-й пехотных, 12-й, 13-й авиаполевых дивизии противника. Удержать позиций в районах Чудово и Любани для немецкого командования было крайне важно, поскольку вдоль Октябрьской железной дороги и шоссе Ленинград — Москва проходила промежуточная линия обороны, на которую 21 января начали отступление немецкие войска из района Мги.
Как только разведка обнаружила отход немецких войск из «мгинско-синявинского выступа», 67-я армия Ленинградского фронта и 8-я армия Волховского фронта получили приказ начать преследования отступающего противника. К вечеру 21 января Мга была освобождена, а вскоре был восстановлен контроль над Кировской железной дорогой. В дальнейшем наступление развивалось не столь стремительно. Прикрывавшая отход 26-го армейского корпуса из района Мги 212-я пехотная дивизия, сумела задержать наступление советских войск, что позволило основным силам закрепиться на рубеже вдоль Октябрьской железной дороги.
Отступление немецких войск из района Мги заставило командование Ленинградского фронта отменить намеченный удар частью сил 42-й армии на Пушкин, Слуцк и Тосно с целью совместно с войсками 67-й армии и Волховского фронта окружить части 26-го и 28-го немецких армейских корпуса в районах Мги, Тосно и Любани. Теперь задача освобождения Октябрьской железной дороги возлагалось на 67-ю армию и войска Волховского фронта, а 42-й армия начала наступление на Красногвардейск.
22 января Военный совет Волховского фронта представил Ставке ВГК «план развития Новгородско-Лужской операции». В докладе главной целью войск фронта «в связи с начавшимся отходом противника на мгинском и любанском направлениях и разгромом новгородской группировки» обозначались следующие задачи: захват Луги силами 59-й армии, а также Тосно и Любани совместными действиями 8-й и 54-й армий. В этот же день Ставка ВГК, внеся некоторые корректировки, утвердила предложенный план своей директивой № 220013, в которой в частности говорилось:

Овладеть Лугой не позднее 29—30 января. К этому времени левым крылом войск выйти на рубеж Луга, Сольцы. Правым крылом овладеть Любанью не позднее 23—24 января, содействовать левому крылу Ленфронта в занятии Тосно и выдвижении на Сиверскую.

Кроме того, для более эффективных действий Ставка ВГК разрешило командующему войсками Волховского фронта передать большую часть сил 8-й армии в состав 54-й армии. При этом штаб 8-й армии переводился «для повышения оперативности управления наступающими войсками» на левый фланг фронта в район озера Ильмень.
К этому моменту немецкие войска, закрепившиеся на промежуточной линии обороны вдоль Октябрьской железной дороги, продолжали оказывать ожесточённое сопротивление, но, вместе с тем, понимая, что долго сдерживать наступление советских войск на этом рубеже невозможно, готовились к отходу на запад.
25 января 54-я армия, получившая значительные подкрепления из состава 8-й, 67-й армий и резервов фронта, продолжила наступление. 26 января силами 124-й, 364-й стрелковых дивизий и 1-й стрелковой бригады (переданы в состав 54-я армии из 67-й армии) был взят посёлок Тосно. 28 января силами 80-й, 281-й, 374-й и 177-й стрелковых дивизий была взята Любань, а 29 января силами 44-й стрелковой дивизии, а также 14-й и 53-й стрелковых бригад — Чудово. В полдень 29 января командование Волховского фронта доложило Верховному Главнокомандующему о полном освобождении Октябрьской железной дороги. В донесении в частности говорилось:

Войска Волховского фронта, продолжая наступление, в 24:00 28 января 1944 года стремительными действиями с востока, севера и запада блокировали Чудово и, уничтожив находящегося там противника, овладели крупным железнодорожным узлом Октябрьской желдороги и городом Ленинградской области Чудово, превращенным немцами в сильно укреплённый узел сопротивления. Таким образом, Октябрьская железная дорога и Ленинградское шоссе на всем своем протяжении от Тосно до Сосницкая Пристань освобождены от немецких захватчиков.

.
Преследуя отступающего с боями противника, соединения 54-й армии к 31 января вышли на рубеж Слудицы — Еглино — Апраксин Бор — Глушица. В то же время войска 42-й и 67-й армий освободили Красногвардейск, Пушкин и Слуцк. К концу января войска 2-й ударной и 42-й армий Ленинградского фронта вышли к реке Луге в районах Котлов, Кингисеппа и Большого Сабска, а 67-й армия — к Сиверскому.

### Наступление Волховского фронта на Лугу
После освобождения Новгорода главной задачей 59-й армии стало незамедлительное наступление на Лугу. В случае успеха советские войска имели возможность окружить большую часть 18-й немецкой армии. Если на запад в направлении Нарвы отходили около 5 немецких дивизий, то на юго-запад в направлении Пскова через Лугу — около 14 дивизий (примерно 3/4 всей 18-й армии). По этой причине Ставка ВГК поставила задачу фронту «овладеть Лугой не позднее 29—30 января».
На направлении главного удара 59-й армии наступал 6-й стрелковый корпус, которому предстояло сломить сопротивление противника в районе Батецкого и совместно с 112-м стрелковым корпусом, действовавшим на правом фланге армии, развивать наступление на Лугу. При этом 112-й стрелковый корпус должен был частью сил нанести удар в направлении Финева Луга и перерезать путь отхода немецких войск с линии Октябрьской железной дороги. На левом фланге 59-й армии наступали два стрелковых корпуса: 7-й наступал в направлении железной дороги Ленинград — Дно, а 14-й — на юго-запад в направлении Шимска.
Немецкое командование, понимая всю серьёзность ситуации, было вынуждено усилить и перегруппировать свои войска, действовавшие против 59-й армии. Были сформированы несколько боевых групп, перед которыми была поставлена задача задержать наступление советских войск на Лугу и обеспечить отход частей 28-го армейского корпуса из района Любани и Чудова. К 21 января боевая группа «Шульта» (2-я латышская бригада СС, остатки 28-й егерской, боевые группы 24-й, 121-й, 21-й пехотных дивизий) занимала оборону на участке Спасская Полисть — Татино, прикрывая направление на Финев Луг. Группа «Шпета» (остатки 1-й авиаполевой дивизии и кавалерийского полка «Норд»), а также 8-я егерская дивизия занимали оборону по обеим сторонам железной дороги Новгород — Батецкий, а группа «Фергута» (части кавалерийского полка «Норд» и 290-й пехотной дивизии) прикрывала направление на Шимск.
Продолжив наступления, соединения 6-го стрелкового корпуса и 29-й танковой бригады, наступавшие непосредственно на Лугу, встретили упорное сопротивление и не смогли сходу преодолеть оборону противника. Только к 26 января, после нескольких дней ожесточённых боёв, части корпуса, продвигаясь вдоль железной дороги Новгород — Батецкий, сумели несколько потеснить противника, освободили Люболяды и вышли к реке Луге.
Значительно большего успеха добились соединения 59-й армии, действовавшие на левом фланге. Части 7-го стрелкового корпуса за пять дней сломили сопротивление противника и продвинулись вперёд на 30-35 километров в западном и юго-западном направлениях и вышли к реке Луге у посёлка Требонь. При этом 256-я дивизия при поддержке 7-й гвардейской танковой и 5-й партизанской бригад к 27 января взяла станцию Передольская на железной дороге Ленинград — Дно, а 382-я стрелковая дивизия, отбросив 8-ю егерскую дивизию противника, заняла посёлок Медведь и перерезала шоссе Лугу — Шимск. Одновременно 14-й стрелковый корпус и 16-я танковая бригада отчистили от врага северо-западное побережье озера Ильмень и к 26 января вышли к Шимску, но захватить его не смогли. Противник, чтобы сохранить связи между 18-й и 16-й армиями, упорно оборонял город.
Поскольку шимское направление было второстепенным, командование Волховского фронта приняло решение приостановить наступление в этом районе и сосредоточить основные силы на лужском направлении. Для этого 25 января штабу 8-й армии были переподчинены 7-й (256-я, 382-я, 372-я стрелковые дивизии) и 14-й стрелковые корпуса, а также 7-я гвардейская, 16-я, 122-я танковые бригады и некоторые другие части 59-й армии. Соединениям 8-й армии была поставлена задача, нанося удары на Лугу с юга и юго-востока, содействовать наступлению 59-й армии. Прикрывать левый фланг 8-й армии должен был 150-й укрепрайон, занявший оборону в районе Шимска.
27 января 59-я армия, в составе которой на тот момент входили только 6-й, 112-й стрелковые корпуса и одна танковая бригада, продолжила наступление, нанося главный удар на Лугу вдоль железной дороги Новгород — Батецкий. За несколько дней ожесточённых боёв соединения 59-й армии не сумели сломить сопротивление противника в этом районе и достигли только локальных успехов. Части 6-го стрелкового корпуса не смогли овладеть мощным узлом сопротивления противника Батецким, а соединениям 112-го стрелкового корпуса не удалось захватить Оредеж и перерезать шоссе на Лугу, что позволило частям 28-го немецкого армейского корпуса отступить из района Чудово.
Не добились существенных успехов и соединения 8-й армии. Немецкое командование приложило все силы, чтобы отбить станцию Передольская, которая имела ключевое значение. В бой были брошены части 285-й охранной и 12-й танковой дивизий. Станция несколько раз переходила из рук в руки. Хотя в конечном итоге Передольская всё-таки осталась за советскими войсками, в этих боях части 8-й армии понесли значительные потери и не смогла продолжить наступление на Лугу.
Взять Лугу не позднее 29—30 января, как было приказано Ставкой ВГК, войска Волховского фронта не сумели. Немецкое командование, стараясь удержать «лужский рубеж» любой ценой, сосредоточило все наличные силы в этом районе — в начале февраля здесь держали оборону части 12-й танковой, 4 пехотные дивизии, 6 боевых групп пехотных дивизий и остатки ещё 6 дивизий и бригад. Преодолеть сопротивление такой группировки советские войска не смогли, что позволило большей части немецких войск 18-й армии отступить из-под Ленинграда и при этом сохранить свой боевой потенциал.
Причинами неудачного наступления на Лугу в конце января стали недостаточная концентрация войск на направлениях главного удара, сложный рельеф местности, растянутые пути снабжения, отсутствие поддержки с воздуха из-за плохой погоды и большие потери в танковых частях. 29 января Ставка ВГК, недовольная подобным развитием событий, своей директивой приказала войскам Волховского фронта, не ввязываясь в бой за Шимск и Сольцы, направить все усилия на быстрейшее овладение Лугой. Для выполнения поставленной задачи войска фронта получили 15 000 солдат маршевого пополнения и 130 танков.

## Обстановка к началу февраля 1944 года

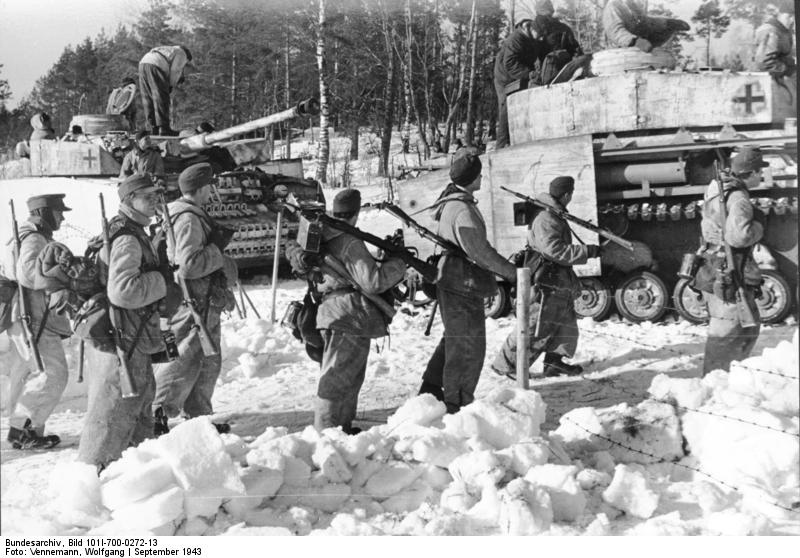
Немецкие солдаты перед атакой. Группа армий «Север», зима 1943—1944 гг.

К концу января 1944 года войска Ленинградского и Волховского фронтов, отбросив немецкие войска, полностью освободили Ленинград от вражеской блокады. Однако 18-я немецкая армия не была разгромлена и продолжала оказывать ожесточённое сопротивление.
В начале февраля войска двух советских фронтов продолжили наступление. Войска Ленинградского фронта наступали силами 2-й ударной и 42-й армий на Нарву, а силами 67-й армии — на Лугу с севера и северо-востока. Главной задачей Волховского фронта по-прежнему оставалась овладение Лугой силами 59-й, 8-й и 54-й армий.
Поскольку войскам Волховского фронта не удалось овладеть Лугой в конце января, Ставка ВГК была вынуждена провести ряд перегруппировок и внести некоторые изменения в план дальнейшего наступления. Так, по предложению Л. А. Говорова, 1 февраля Ставкой ВГК было принято решение несколько изменить направление главного удара 42-й армии. Теперь армии предстояло, наступая в направлении Гдова, обойти «лужскую группировку» противника с северо-запада, перерезать коммуникации противника на линии Луга — Псков и способствовать в овладении Лугой войскам 67-й армии и Волховского фронта.
Кроме того, с 2 февраля войска Волховского фронта были усилены 1-й ударной армией 2-го Прибалтийского фронта.
Понимая, что сложившиеся ситуация может привести к окружению и разгрому основных сил 18-й армии, командующий группой армий «Север» Г. фон Кюхлер планировал начать отступление из района Луги. Однако 30 января А. Гитлер отдал приказ — удержать «лужский рубеж», восстановить связь с 16-й армией и остановить советское наступление. Г. фон Кюхлер посчитал приказ невыполнимым и был отправлен в отставку. На его место был назначен В. Модель, который сразу же отдал распоряжение войскам без приказа не делать ни единого шага назад.
Новый командующий группой армий «Север» рассчитывал за счёт активной обороны и постоянных контрударов, остановить продвижение советских войск и восстановить общий фронт как между двумя армиями, так и основных сил 18-й армии в районе Луги с двумя армейскими корпусами, обособленно сражавшимися в районе Нарвы.
Для усиления немецкой группировки в районе Луги были переброшены несколько соединений из состава 16-й армии. Кроме того, для обеспечения связи между двумя армиями и восстановления общего фронта 6 февраля на базе управления 6-го корпуса СС было сформирована оперативная группа под командованием генерала Г. Фриснера, в состав которой вошли 38-й и 10-й армейские корпуса.

## Ход боевых действия, 1—12 февраля

### Наступление42-йи 67-й армийЛенинградского фронта
31 января войска 42-й армии форсировали реку Луга и продолжили наступление, преследуя отступающие к Нарве части немецкого 50-го армейского корпуса. За несколько дней советские войска, при поддержке партизанских соединений, значительно продвинулась вперёд, освободили Ляды, Сара-Гору, Гдов и достигли побережья Чудского озера.
В начале февраля командование фронтом поставило 42-й армии новую задачу — обойти лужскую группировку с запада и северо-запада и содействовать войскам 67-й армии и Волховского фронта в овладении Лугой. Учитывая это, соединения армии продолжили наступление силами 108-го из района Ямма на Псков, а силами 123-го и 116-го стрелковых корпусов — из района Ляды на юго-восток с задачами взять Плюссу, Струги Красные и перерезать дорогу Луга — Псков.
Наступление 42-й армии поставило под угрозу окружения основные силы 18-й немецкой армии. Понимая это, В. Модель отдал приказ своим войскам любой ценой удержать коммуникации между Лугой и Псковом. Для этого в районе Луги были оставлены 11-я, 212-я, 215-я пехотные дивизии, а 13-я авиаполевая, 24-я, 58-я, 21-я, 207-я пехотные дивизии в спешном порядке начали занимать оборону от района западнее Луги до Чудского озера. При этом части 12-й танковой, 12-й авиаполевой и 126-й пехотной дивизий должны были нанести контрудар от восточного побережья Чудского озера в северном направлении.
7 февраля немецкие войска, готовившиеся перейти в контрнаступление, были атакованы частями 42-й армии. В районе Ямма на реке Желче завязались ожесточённые бои между частями 108-го стрелкового корпуса и немецкой 207-й пехотной дивизией, а между Лугой и рекой Плюссой 116-й и 123-й стрелковые корпуса, наступавшие в направлении Струг Красных, атаковали позиции 13-й авиаполевой и 58-й пехотной дивизий.
10 февраля части 12-й танковой дивизии контратаковали 196-ю и 128-ю стрелковые дивизии 108-го стрелкового корпуса в районе Ямма, но лишь несколько задержали наступление советских войск. К 12 февраля соединения 108-го стрелкового корпуса, оттеснив противника на юг, заняли Подборовье, а силами одной стрелковой дивизии — небольшой плацдарм на западном побережье Чудского озера.
Одновременно продолжались бои на рубеже реки Плюссы, где оборону немецкой 58-й пехотной дивизии усилили 21-я и 24-я пехотные дивизии, переброшенные в этот район для нанесения контрудара. Соединения 116-го и 123-го стрелковых корпусов в районе Заруденье — Березицы — Ореховно в результате ожесточённых боёв 8-15 февраля прорвали оборону противника и разбили три немецкие дивизии. Часть немецкой 58-й пехотной дивизии попала в окружение. Немецкое командование бросило в бой 13-ю авиаполевую дивизию и части 12-й танковой дивизии с задачей восстановить положение, но те, понеся большие потери, выполнить поставленную задачу не смогли. Более того, моторизованный полк 12-й танковой дивизии также оказался в окружении. 13 февраля немецкие части, бросив танки и артиллерию, попытались прорваться в направлении Струг Красных, переправившись через озеро Чёрное, но лишь немногим удалось вырваться из окружения. К 15 февраля дивизии двух стрелковых корпусов 42-й армии, уничтожив окружённые части противника, продолжили наступление в направлениях Струг Красных и Плюссы.
Одновременно с 42-й армией на Лугу с севера и севера-востока наступали соединения 110-го, 117-го стрелковых корпусов 67-й армии. Встретив упорное сопротивление противника на рубеже Красные Горы — Долговка, соединения 67-й армии продвигались вперёд с большим трудом и только к 11 февраля вышли на подступы к Луге.
Наступление 42-й и 67-й армии поставило немецкие войска в районе Луги в критическое положение. У командования группы армий «Север» исчезла последняя возможность удержать «лужский рубеж» и остановить наступление советских войск. Вместе с тем, хотя частям 123-го и 116-го стрелковых корпусов 42-й армии удалось выйти к окраинам Плюссы, перерезать железную дорогу на Псков им не удалось. Таким образом, у частей 18-й немецкой армии оставалась возможность отступления из района Луги.

## Продолжение наступленияВолховского фронта

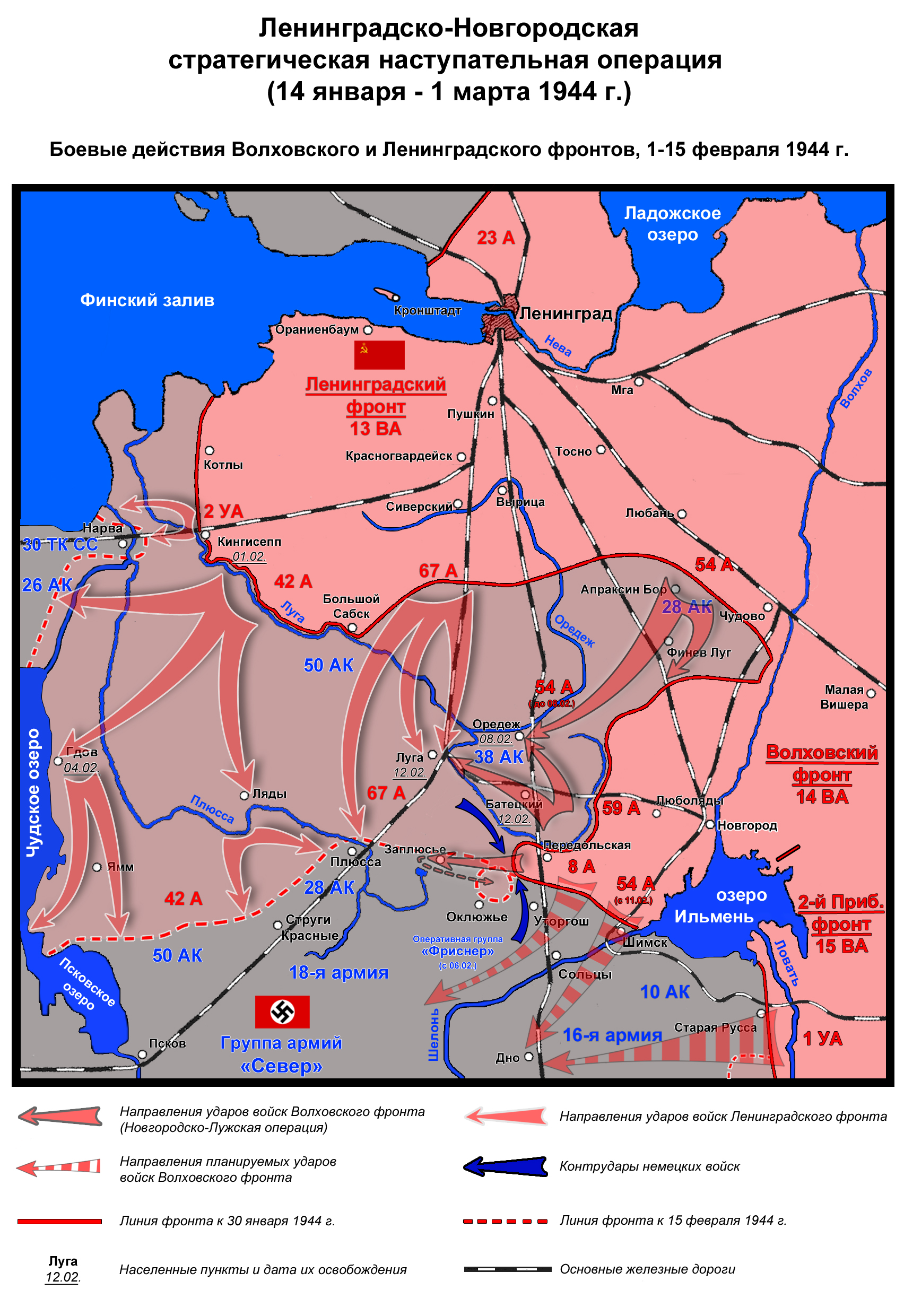
Наступление Волховского и Ленинградского фронтов, 1—15 февраля 1944 г.

В начале февраля войска трёх армий Волховского фронта, перегруппировав силы, продолжили наступление на Лугу. Части 54-й армии наступали на Лугу с северо-востока, а соединения 59-й армии — с юго-востока на участке фронта Оредеж — Батецкий. Наиболее трудная задача была поставлена перед 8-й армией, которой предстояло частью сил, наступая в направлении железной дороги Луга — Псков, содействовать наступлению 59-й армии, а остальными силами во взаимодействии с 1-й ударной армией окружить и уничтожить немецкие дивизии правого фланга 16-й армии юго-западнее озера Ильмень. 1-й ударной армии, вошедшей в состав фронта в начале февраля, была поставлена задача прорвать оборону противника южнее Старой Руссы и наступать в направлении на станцию Дно на соединение с частями 8-й армии.
Поскольку задача, поставленная перед частями 8-й армии, была очень сложной, вскоре советское командование было вынуждено провести дополнительную перегруппировку войск. Так, 8 февраля, после того как части 54-й армии освободили Оредеж, они были переданы в состав 67-й армии Ленинградского фронта, а штаб армии был переведён на левый фланг Волховского фронта. Приняв под командование 111-й и 119-й стрелковые корпуса, 54-я армия получила задачу совместно с 8-й и 1-й ударной армиями окружить и уничтожить противника в районе Старой Руссы.
Несмотря на перегруппировку и значительные подкрепления, наступление на Лугу вновь развивалось с большим трудом.
Соединения 59-й армии, встретив упорное сопротивление частей немецкого 38-го армейского корпуса, за пять дней сумели продвинуться вперёд лишь на 25 километров. Только после того, как части 54-й армии 8 февраля взяли Оредеж, немецкие войска начали отступление, но до 12 февраля продолжали удерживать Батецкий, сдерживая тем самым наступление 59-й армии.
Изначально большего успеха добились части 8-й армии, наступавшие в направлении железной дороги Луга — Псков. Так, 7-й стрелковый корпус (усиленный 256-й стрелковой дивизией, 1-й стрелковой бригадой и двумя танковыми батальонами) сумел значительно продвинуться вперёд и 2 февраля перерезал шоссе Псков — Луга у посёлка Елемцы. Однако войска 59-й армии и основные силы 14-го стрелкового корпуса 8-й армии продвигались вперёд не столь стремительно и оголили фланги 7-го стрелкового корпуса.
В сложившейся обстановке, немецкое командование, которому было необходимо любой ценой восстановить контроль над шоссе Псков — Луга, приняло решение нанести контрудар. Оперативная группа «Фриснер» силами 285-й охранной дивизии и частей 12-й танковой дивизии, наступавшими с севера от Череменецкого озера, и 121-й пехотной дивизии, наносившей удар с юга от Уторгоши, перешли в контрнаступление и 3 февраля замкнули кольцо окружения, соединившись в районе Страшево. В окружение попали части 256-й и 372-й стрелковых дивизий и один полк 5-й партизанской бригады. Оказавшись в тяжёлом положении, советские части, объединённые под общим руководством командира 256-й стрелковой дивизии полковника А. Г. Козиева, были вынуждены отступить от шоссе Луга — Псков и занять оборону в районе посёлка Оклюжье. Командование 8-й армии сумело оперативно организовать доставку по воздуху продовольствия и боеприпасов окружённым частям, что позволило «группе А. Г. Козиева» отразить все атаки противника, которые неоднократно предпринимались немецкими войсками 6-15 февраля.
Командование фронтом, обеспокоенное сложившейся ситуацией, сразу же попыталось организовать наступление с целью разгромить немецкие войска в районе юго-западнее Луги, надёжно перерезать коммуникации противника и вызволить из окружения «группу А. Г. Козиева». Для этого из резерва Ставки ВГК был выделен 99-й стрелковый корпус (229-я, 265-я, 311-я стрелковые дивизии), который должен был нанести удар на Уторгош и Струги Красные. Одновременно, усиленный одной дивизией, 14-й стрелковый корпус получил задачу наступать на Сольцы.
Начав наступление 7 февраля, советские войска не смогли в полной мере осуществить задуманный план. Встретив ожесточённое сопротивление немецкой 8-й лёгкой пехотной дивизии, которую поддерживали танки и авиация, части двух советских стрелковых корпусов вели ожесточённые бои до 15 февраля, но так и не добились успеха. Вместе с тем, это наступление значительно облегчило положение войск, окружённых в районе Оклюжье. 15 февраля на помощь 8-й армии прибыли части 59-й армии, которые 16 февраля деблокировали «группу А. Г. Козиева».
Ожесточённое сопротивление противника и постоянные контратаки не позволили 8-й и 54-й армиям в должной мере содействовать наступлению 1-й ударной армии, которая имела в своём составе всего 4 стрелковые дивизии и одну стрелковую бригаду. Соединения 1-й ударной армии, начав наступление в начале февраля на 100-километровом участке фронта, не смогли сломить сопротивление 21-й авиаполевой, 30-й пехотной и 15-й латышской пехотной дивизии СС из состава 16-й немецкой армии и к середине февраля продвинулись вперёд всего на несколько километров.

## ОсвобождениеЛуги

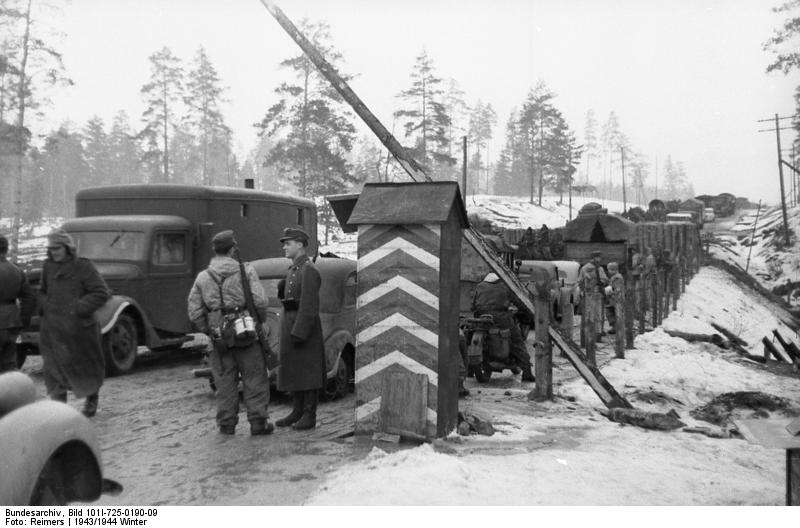
Одна из дорог между Финским заливом и озером Ильмень во время отступления немецких войск, Группа армий "Север, февраль 1944 г.

Несмотря на то, что окружить немецкие войска ни в районе Луги, ни в районе юго-западнее озера Ильмень советским войскам так и не удалось, 18-я немецкая армия была поставлена в критическое положение. Командующий группы армий «Север» В. Модель до последнего момента надеялся удержать линию фронта на рубеже между озером Ильмень и Чудским озером. Однако эта идея не нашла поддержки у А. Гитлера и ОКХ, которые считали, что лучше отступить, чем снова поставить войска под угрозу окружения. Таким образом, В. Модель был вынужден отдать приказ своим войскам начать отступление.
8 февраля начался вывод из Луги тыловых и вспомогательных частей, затем в направлении Пскова начали отступление основные силы 18-й армии. К вечеру 12 февраля город Луга, который продолжали оборонять немецкие арьергардные отряды, был взят 120-й, 123-й, 201-й и 46-й стрелковыми дивизиями 67-й армии при содействии 377-й стрелковой дивизии 59-й армии.
Освободив Лугу, советские войска продолжили наступление, преследуя отступающего противника, который начал 17 февраля общее отступление к линии «Пантера».

## Действие авиации с 1 по 12 февраля
В начале февраля действия авиации 13-й воздушной армии были направлены на поддержку 67-й армии, наступавшей на Лугу. В это время немецкое командование попыталось  произвести перегруппировку соединений своей 18-й армии, перебросив пять дивизий для защиты своих флангов и тыла. Перегруппировка вражеских войск и появление новых соединений были своевременно замечены нашей воздушной разведкой.
6 февраля летчик 140-го бомбардировочного авиаполка обнаружил с воздуха большую колонну противника. Авиация 13-й воздушной армии немедленно приступила к уничтожению колонны. Первыми нанесли удар 20 пикирующих бомбардировщиков Пе-2, затем последовали удары ещё нескольких групп самолётов. Всего было произведено 189 самолёто-вылетов, из них 50 бомбардировщиками, 60 штурмовиками и 79 истребителями. Было уничтожено более 100 автомашин, 50 повозок, разбито 20 орудий, убито около 200 гитлеровцев.
Разведотдел 13-й воздушной армии обнаружил усиление авиации противника перед Ленинградским и Волховским фронтом. Было обнаружено несколько вражеских аэродромов, на которых появилось много новых самолётов. Всего в феврале немецко-фашистское командование сосредоточило против Ленинградского и Волховского фронтов около 350 самолётов, из них более половины бомбардировщиков. Активность немецкого 1-го воздушного флота резко возросла. Если в январе 1944 года в полосе Ленинградского фронта было отмечено лишь 93 самолёта-пролёта, то в феврале 1727.
В это время главной задачей авиации 13-й воздушной армии становится прикрытие наземных войск от ударов воздушного противника. В районах вероятного действия истребителей и нападения авиации противника наша авиация проводила постоянное патрулирование. Встречаясь в воздухе с неприятельскими самолётами, советские летчики вступали в бой при любом соотношении сил.
При наступлении на Лугу бомбардировщики и штурмовики, действуя группами по 6-8 самолётов, бомбили оборону противника, уничтожали его резервы, наносили удары по его ближайшим тылам. С 6 по 11 февраля части 13-й воздушной армии произвели более 700 самолёто-вылетов и уничтожили на лужском направлении большое количество живой силы и техники противника. После освобождении Луги авиация продолжала наносить удары по отступающим войскам противника.

## Расформирование Волховского фронта
13 февраля 1944 года директивой Ставки ВГК № 220023 Волховский фронт был расформирован. Ленинградскому фронту были переданы 54-я, 59-я и 8-я армии, а 2-му Прибалтийскому — 1-я ударная армия. Управление фронта было направлено в резерв Ставки ВГК.
Предложение о расформировании Волховского фронта исходило от Л. А. Говорова, который считал, что в интересах единства управления все войска на псковском направлении должны быть переданы Ленинградскому фронту. Для К. А. Мерецкова, который уже наметил план дальнейшего наступления фронта в Эстонию, Латвию и Белоруссию, такое решение Ставки ВГК стало полной неожиданностью.
В своих воспоминаниях генерал С. М. Штеменко, представитель Генерального штаба на 2-м Прибалтийском фронте, расценил это решение как ошибочное:

Ещё в марте мы убедились, что Ленинградский фронт, вобравший в себя войска и всю полосу бывшего Волховского фронта, стал слишком громоздок. В его составе оказалось 7 общевойсковых армий, действовавших на четырёх важных операционных направлениях — выборгском, таллинском, псковском и островском. Это очень отрицательно сказалось на управлении войсками.
Уже через два месяца, 18 апреля 1944 года, был создан новый, 3-й Прибалтийский фронт, в состав которого были включены 42-я, 54-я и 67-я Ленинградского фронта, а затем и 1-я ударная армия из состава 2-го Прибалтийского фронта.

## Итоги операции
Новгородско-Лужская операция закончилась решительной победой советских войск, которая во многом предопределила успех и всей Ленинградско-Новгородской стратегической наступательной операции.
Однако наступление развивалось не столь стремительно, как планировалось перед началом операции. Овладеть Лугой в намеченные Ставкой ВГК сроки и только силами Волховского фронта не удалось. Советскому командованию пришлось использовать для выполнения этой задачи основные силы 42-й и 67-й армий Ленинградского фронта, что значительно ослабило наступление в районе Нарвы. Немецкие войска 18-й армии, хоть и потерпели тяжёлое поражение, всё-таки не были разгромлены и сохранили значительную часть своего боевого потенциала, что не позволило советским войскам весной 1944 года прорвать линию «Пантера» и приступить к освобождению Прибалтики.
Одной из причин подобного развития событий стали крайне неудачные действия 2-го Прибалтийского фронта, которые не были должным образом скоординированы с наступлением Волховского фронта, что позволило немецкому командованию перебросить значительные силы из состава 16-й армии в район Луги.
Командующий Волховским фронтом К. А. Мерецков в своих мемуарах отметил:

Если нашим соседом справа был Ленинградский фронт и мы работали вместе как единый механизм, то слева пока ничего похожего не получалось. Просто брала досада, когда приходилось видеть подобную несогласованность, может быть и по нашей вине. Я не раз докладывал по этому поводу в Ставку, а и Верховное главнокомандование само собиралось наладить дело по-другому, но в тот раз, вероятно, не успело.
Как следствие, соединения Волховского фронта не смогли сломить сопротивление основных сил 18-й немецкой армии и взять Лугу в конце января. Однако немецким войскам удалось лишь замедлить наступление армий Волховского и Ленинградского фронтов. Советское командование внесло необходимые корректировки в план наступления и оперативно провело ряд перегруппировок. Продолжив наступление, советские войска не позволили противнику удержать «лужский рубеж» и установить новую линию фронта между Чудским озером и озером Ильмень. Во второй половине февраля немецкие войска начали общее отступление на линию «Пантера».
К 15 февраля войска Волховского фронта, а также 42-я и 67-я армии Ленинградского фронта, отбросив врага на 50—120 километров, вышли на линию южное побережье Чудского озера — Плюсса — Уторгош — Шимск. Были освобождены 779 городов и населённых пунктов, в том числе: Новгород, Луга, Батецкий, Оредеж, Мга, Тосно, Любань, Чудово.
Огромное значение имело восстановление контроля над стратегически важными железными дорогами — прежде всего Кировской и Октябрьской. Вскоре было в полном объёме восстановлено движение по семи железным дорогам из Ленинграда: на Вологду, Рыбинск, Москву, Новгород, Батецкий, Лугу и Усть-Лугу.

## Потери

### СССР
Согласно статистическому исследованию «Россия и СССР в войнах XX века» потери Волховского фронта в период проведения операции составили — 50 300 человек убитыми, пропавшими без вести и раненными (из них 12 011 — безвозвратные потери, 38 289 — санитарные). Кроме того, потери 1-й ударной армии (с 02.02 по 15.02. в составе Волховского фронта) за период с 14 января по 10 февраля составили 5042 человека (из них 1283 — безвозвратно).
Согласно «отчёту о Новгородско-Лужской операции», составленному штабом Волховского фронта, потери войск фронта за период с 14 января по 11 февраля 1944 года (включая потери 1-й ударной армии в период с 1 по 10 февраля) были более существенными — 62 733 человека (из них 16 542 — безвозвратные потери, 46 191 — санитарные). Наибольшие потери понесли части 59-й армии, которые потеряли 25 155 человек убитыми и ранеными (только в боях за освобождение Новгорода потери составили — 14 473 человека) и части 8-й армии, потерявшие в боях 22 253 человека.
Части 42-й и 67-й армий Ленинградского фронта, активно содействовавшие войскам Волховского фронта в боях за Октябрьскую железную дорогу и за Лугу, также понесли значительные потери.

### Германия
Поскольку в начале 1944 года немецкие войска вынуждены были с боями отступать из-под Ленинграда, учёт потерь штабами 16-й и 18-й армий вёлся эпизодически и точно указать потери немецких войск в ходе операции затруднительно. Однако можно утверждать, что немецкие войска группы армий «Север» сохранили значительную часть своего боевого потенциала.
Согласно советским данным в результате операции войска Волховского фронта разгромили 8 пехотных и 1 танковую дивизию, а также нанесли тяжёлое поражение ещё 4 пехотным дивизиям противника, общие потери которого составили около 82 000 человек.

## Почётные наименования соединений и частей
За успешные действия в ходе Новгородско-Лужской наступательной операции приказами Верховного Главнокомандующего отличившимся соединениям и частям были присвоены почётные наименование в честь их особого участия в освобождении в ходе операции важнейших городов.

### Новгородские
| - 65-я стрелковая дивизия - 191-я стрелковая дивизия - 225-я стрелковая дивизия - 310-я стрелковая дивизия - 372-я стрелковая дивизия - 378-я стрелковая дивизия - 382-я стрелковая дивизия - 150-й укреплённый район - 7-я отдельная гвардейская танковая бригада - 32-й отдельный гвардейский тяжёлый танковый полк - 35-й отдельный гвардейский тяжёлый танковый полк - 50-й отдельный гвардейский тяжёлый танковый полк - 1433-й отдельный самоходный артиллерийский полк - 1434-й отдельный самоходный артиллерийский полк - 1536-й отдельный самоходный артиллерийский полк - 34-й отдельный аэросанный батальон - 44-й отдельный аэросанный батальон - 121-я отдельная гаубичная артиллерийская бригада большой мощности - 1-й артиллерийский полк НКВД - 2-й артиллерийский полк НКВД - 13-й гвардейский пушечный артиллерийский полк - 17-й армейский пушечный артиллерийский полк - 367-й армейский пушечный артиллерийский полк - 448-й армейский пушечный артиллерийский полк - 1096-й армейский пушечный артиллерийский полк - 5-я отдельная миномётная бригада | - 10-я гвардейская миномётная бригада - 12-я гвардейская миномётная бригада - 30-я отдельная миномётная бригада - 28-й гвардейский миномётный полк - 319-й гвардейский миномётный полк - 505-й армейский миномётный полк - 506-й армейский миномётный полк - 708-й отдельный разведывательный артиллерийский дивизион - 797-й отдельный разведывательный артиллерийский дивизион - 1-я инженерно-сапёрная бригада - 2-я отдельная гвардейская инженерно-сапёрная бригада - 9-я штурмовая инженерно-сапёрная бригада - 55-й отдельный моторизованный понтонно-мостовой батальон - 109-й отдельный моторизованный инженерный батальон - 135-й отдельный моторизованный инженерный батальон - 500-й отдельный огнемётный танковый батальон - 501-й отдельный огнемётный танковый батальон - 502-й отдельный огнемётный танковый батальон - 503-й отдельный огнемётный танковый батальон - 269-я истребительная авиационная дивизия - 287-й истребительный авиационный полк - 281-я штурмовая авиационная дивизия - 2-й бомбардировочный авиационный полк - 4-й гвардейский ближнебомбардировочный авиационный полк - 386-й ночной бомбардировочный авиационный полк - 44-я отдельная корректировочная авиационная эскадрилья |

### Мгинские
| - 18-я стрелковая дивизия - 124-я стрелковая дивизия - 268-я стрелковая дивизия - 33-й отдельный гвардейский танковый полк - 71-й гвардейский пушечный артиллерийский полк - 223-й гвардейский пушечный артиллерийский полк - 267-й гвардейский пушечный артиллерийский полк | - 882-й истребительно-противотанковый артиллерийский полк - 18-й гвардейский миномётный полк - 193-й армейский миномётный полк - 500-й армейский миномётный полк - 504-й армейский миномётный полк - 53-й отдельный инженерный батальон - 12-я бомбардировочная авиационная дивизия |

### Тосненские
| - 364-я стрелковая дивизия | - 1-я отдельная стрелковая бригада |

### Любанские
| - 80-я стрелковая дивизия - 177-я стрелковая дивизия - 281-я стрелковая дивизия - 374-я стрелковая дивизия | - 124-й танковый полк - 8-й гвардейский пушечный артиллерийский полк - 29-й гвардейский миномётный полк - 194-й армейский миномётный полк |

### Чудовские
| - 44-я стрелковая дивизия - 14-я стрелковая бригада | - 53-я отдельная стрелковая бригада - 2-й укреплённый район |

### Лужские
| - 46-я стрелковая дивизия - 123-я стрелковая дивизия - 134-й армейский миномётный полк - 175-я армейский миномётный полк - 289-й истребительно-противотанковый артиллерийский полк | - 690-й истребительно-противотанковый артиллерийский полк - 613-й отдельный зенитный артиллерийский дивизион - 325-й армейский инженерный батальон - 367-й армейский инженерный батальон |

### Документы
- Блокада Ленинграда в документах рассекреченных архивов / Под ред. Н. Л. Волковского.. — СПб.: Полигон, 2005. — 766 с. — (Военно-историческая библиотека). — ISBN 5-17-023997-1.

### Мемуары
- Коровников И. Т., Лебедев П. С., Поляков Я. Г. На трёх фронтах. Боевой путь 59-й армии. — М.: Воениздат, 1974. — 327 с.
- Жаркой Ф. М. Танковый марш. — СПб., 2011. — 175 с.
- Мерецков К. А. На службе народу. — М.: Политиздат, 1968.

### Исторические исследования
- Гланц Д. Битва за Ленинград. 1941—1945 / Пер. У. Сапциной. — М.: Астрель, 2008. — 640 с. — ISBN 978-5-271-21434-9.
- Шигин Г. А. Битва за Ленинград: крупные операции, «белые пятна», потери / Под ред. Н. Л. Волковского. — СПб.: Полигон, 2004. — 320 с. — ISBN 5-17-024092-9.
- Коровников И.Т. Новгородско-Лужская операция. Наступление войск 59-й армии (январь-февраль 1944 г.) —Воениздат,1960 г.